# 山田晏子
山田 晏子（やまだ やすこ、1942年 - ）は、日本の声楽家、ソプラノ歌手。

## 人物・来歴
リサイタル、ジョイントリサイタル、や数多くのコンサートに出演。特に長年に亘り、チャリティコンサートをはじめ、音楽活動を通して京田辺市の音楽文化発展と社会福祉面に意欲的に取り組んでいる。またヘルムート・ドイチュに長期に亘って師事しドイツリートを修学。1998年～2006年の8年間京田辺市教育委員を務め、教育委員長表彰授賞。
京都教育大学附属桃山中学校、京都市立堀川高等学校音楽課程 （現京都市立音楽高等学校）を経て、京都市立音楽短期大学 （現京都市立芸術大学）声楽科卒業。林達次に師事。京都府京田辺市生まれ。

## 活動
- 京都音楽家クラブ会員。
- 「けいはんな賛歌」作曲。
- 「京田辺市の歌」作曲（尾崎義典、登 博美の両氏と3人で作曲）。
- 「薪音頭」作曲（20年間にわたり、毎年8月に「薪音頭盆踊り大会」が開催されている）。
- るる♪けいはんな指揮者。
- コールハレルヤ指揮者。
- 田辺少年少女合唱団コスモス指揮者。
- 京田辺音楽家協会会長。
- けいはんな女声コーラス実行委員会音楽アドバイザー。
- 京田辺音楽家協会会員。
- 薪女声コーラス指揮者。
- 真声会（京都市立芸術大学音楽学部同窓会）京都支部長。
- 樹声会会員。

## CD
- うたはともだち : 音楽CD 北川喜美子監修、 歌唱指導：山田晏子